# Hôtel des Postes de Dijon
Pour les articles homonymes, voir hôtel des Postes.
L'hôtel des Postes de Dijon, aujourd’hui Postes Grangier, est un ensemble immobilier en partie inspiré du style Louis XVI, situé aux 8-12 place Grangier, 1-7 rue du Temple, 15 boulevard de Brosses et 2-10 rue Jean-Renaud à Dijon.

## Historique

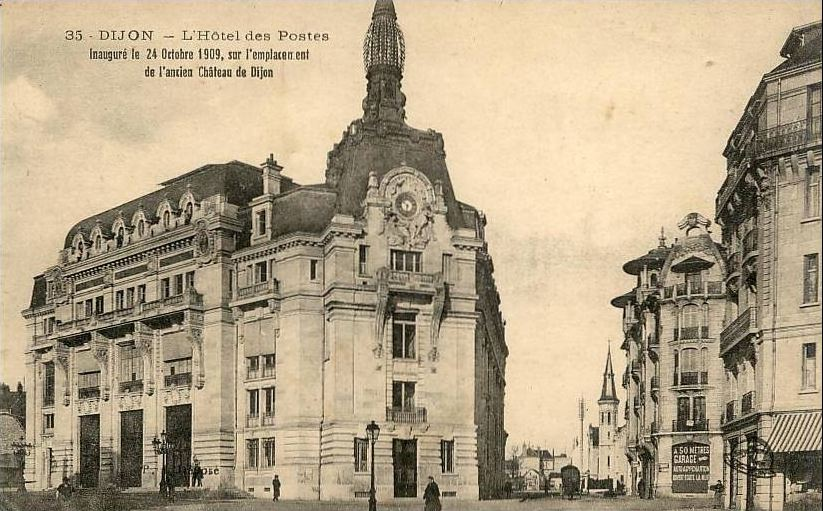
L'hôtel des Postes dans les années 1910.

L'hôtel des Postes, que les Dijonnais appellent "la grande Poste", est l'œuvre d'un architecte très en vogue à Dijon au début du XXe siècle : Louis Perreau. Il est construit à partir de 1907 sur un terrain vague occupé précédemment par le château de Dijon, démoli par morceaux à la fin du XIXe siècle. L'hôtel des Postes est inauguré le 24 octobre 1909. Le pan coupé à l'angle de la place Grangier et de la rue du Château comporte un cadran d'horloge entouré d'une sculpture de Paul Gasq représentant Le Jour et la Nuit. Au sommet de la façade sur la place Grangier, deux médaillons ovales renferment chacun une mosaïque figurant un coq, symbole des P.T.T. La tourelle métallique abrite alors un central téléphonique et un télégraphe. 
L'hôtel des Postes est agrandi à partir de 1927 avec un bâtiment réceptionné en 1932. L'extension, de style Art déco, est l'œuvre de l'architecte Charles Danne et de Gilles Delavault, architecte régional des PTT.

## Transformation dans les années 2010-2020
De son inauguration en 1909 jusqu'aux années 2010, cet édifice servait uniquement d'hôtel des Postes. 
En 2013, un permis de construire a été délivré pour la restructuration, la rénovation et la mise aux normes du bâtiment. À l'issue des travaux, les services postaux, accessibles place Grangier, n'occupent plus qu'une partie de l'édifice.
Dans le reste du bâtiment est installé un centre dentaire, Dentego. L'aile longeant le boulevard de Brosses est occupée par une agence de la MGEN et un établissement, Startway, de "coworking & innovation centers". 
L'hôtel Aloft Dijon, du groupe Marriott et du groupe Welcome Dijon, 8 place Grangier, installé dans une partie des bâtiments, a ouvert en mai 2024. Possédant quatre étoiles, il comporte 94 chambres, deux salles de séminaires, un bar, des espaces de restauration et de concert, un fitness, une piscine intérieure, un jacuzzi, un hammam, un sauna, un parking. Certaines des chambres ouvrent sur les balcons de la façade principale place Grangier ; une autre, celle de la "suite de l'Horloge", prend jour par le cadran de l'horloge du pan coupé à l'angle de la place Grangier et de la rue du Château. 

## Protection
Depuis le 2 décembre 2013, certaines parties du bâtiment sont inscrites monuments historiques. Les éléments protégés sont : les façades sur cours et sur rues, la grille du portail d'entrée donnant sur la rue Jean-Renaud, la salle du public donnant sur la place Grangier, le hall d'entrée et l'escalier d'honneur monumental situés boulevard de Brosses, ainsi que l'ancien puits du château de Dijon.

## Galerie

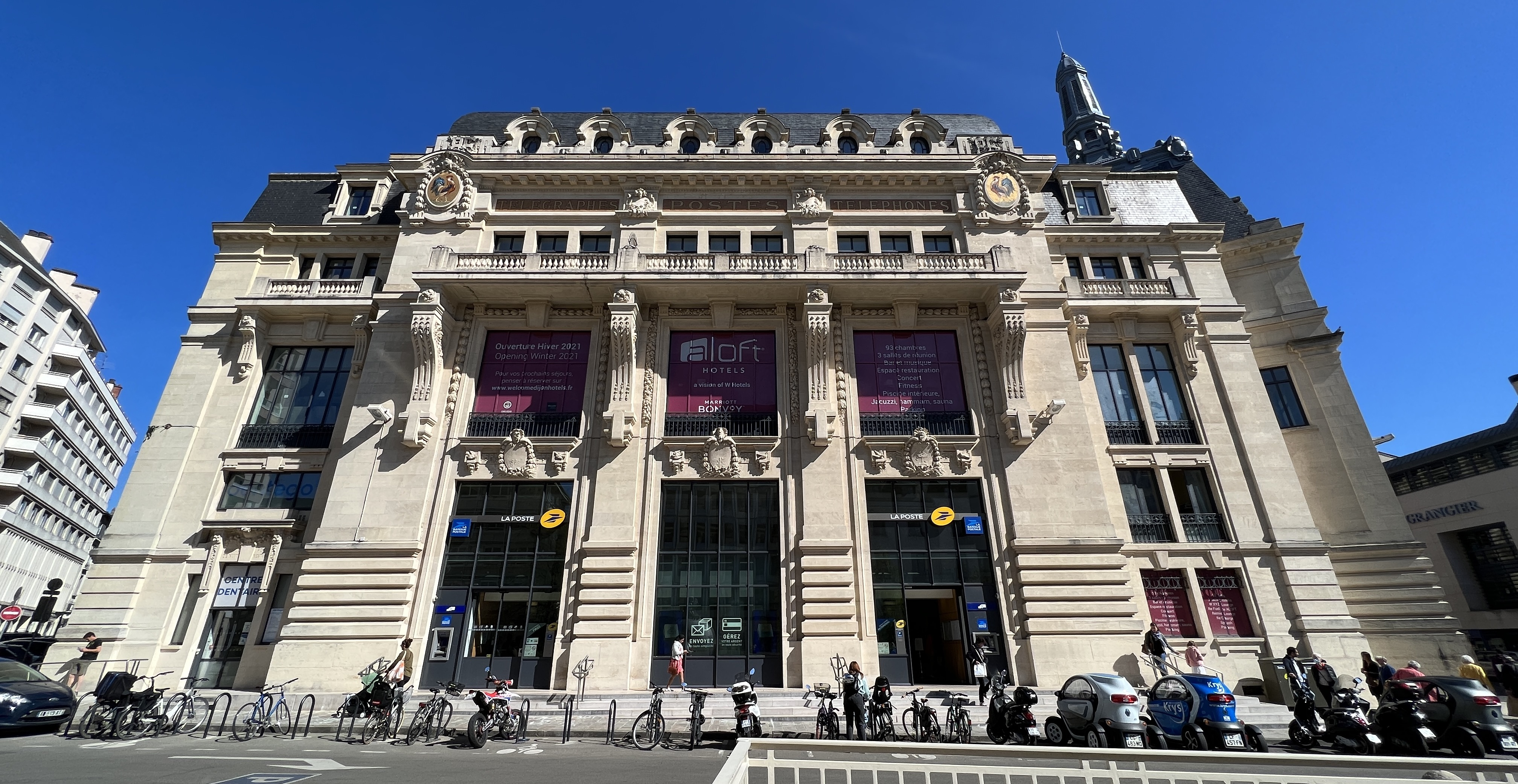
Façade principale, place Grangier
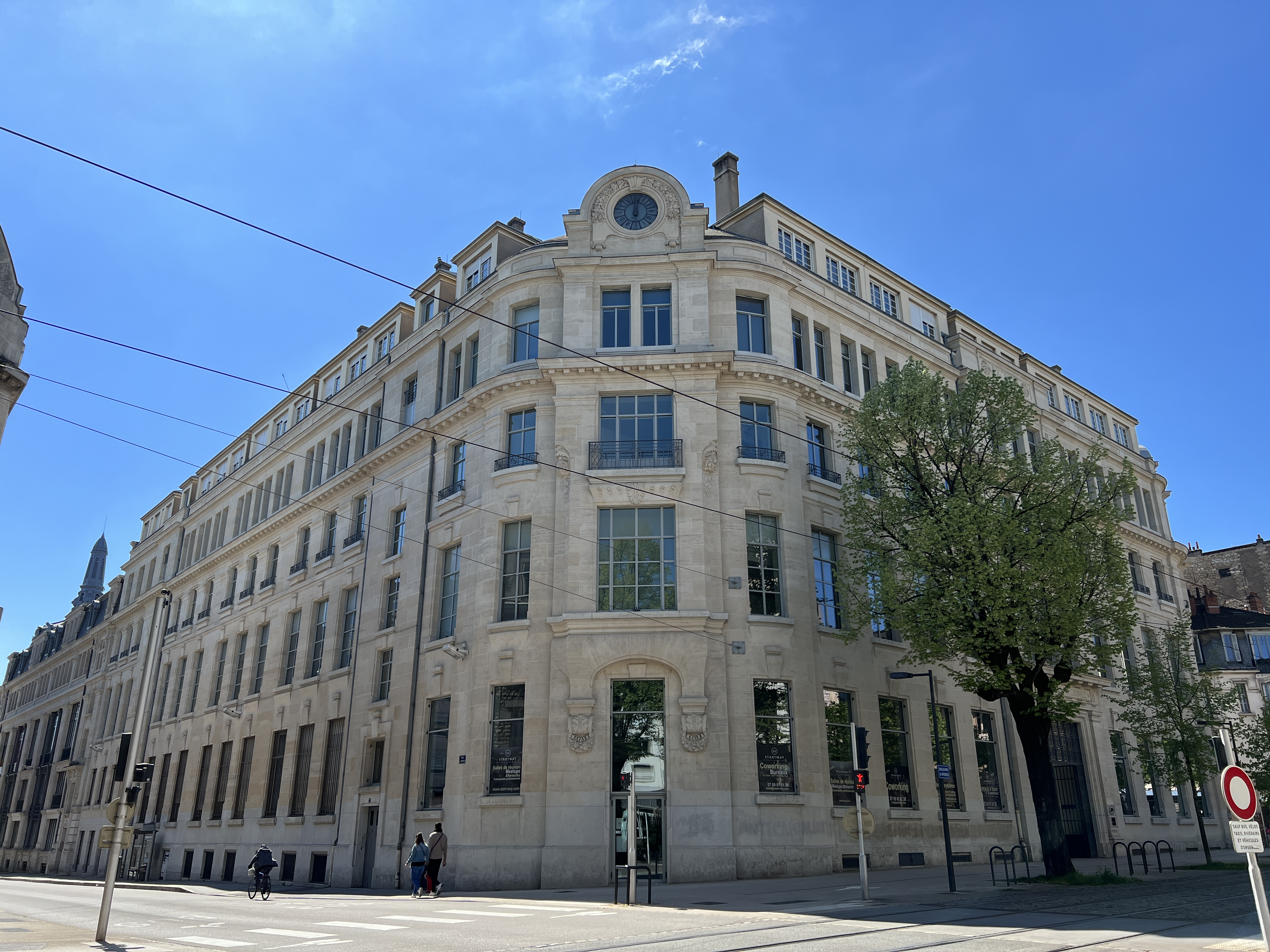
Extension, boulevard de Brosses et rue du Temple